# Crassula ovata
Crassula ovata, ook wel jadeplant, dikblad, geldplant, geldboom, vriendschapsboom, apenbroodboom of geluksplant, is een plant uit de vetplantenfamilie (Crassulaceae). De soort groeit in droge gebieden in Zuid-Afrika, Amerika en Madeira en wordt wereldwijd als kamerplant gekweekt.

## Kenmerken
Crassula ovata heeft een dikke stam, glimmende kleine stompe bladeren die soms een rood randje hebben. De bloemen zijn wit en onopvallend.
De plant slaat water op in de dikke bladeren en is zo aangepast aan droogte. Dit plantmechanisme is noodzakelijk om te kunnen overleven onder droge omstandigheden met weinig en onregelmatige regenval. Afgebroken bladeren vormen boven de grond worteltjes.
Crassula ovata groeit in het droge en ruige landschap van Zuid-Afrika, waaronder de Karoo. De Karoo is een uitgestrekte halfwoestijn, die vrijwel geheel boomloos is.
De Jadeplant kan giftig zijn met name voor kinderen en huisdieren.

## Cultivars
- C. ovata 'Hulk'
- C. ovata 'Magical Tree'
- C. ovata 'Hobbit'
- C. ovata 'Minor'
- C. ovata 'Minova Magic'
- C. ovata 'Trompet'
- C. ovata 'Sunset Magic'

## Verzorging
Crassula ovata houdt van een zonnige standplaats, maar halfschaduw is ook geen probleem. In de zomermaanden kan de Crassula ovata buiten op een zonnig terras of balkon gezet worden. De plant heeft weinig behoefte aan water en kan dus prima een langdurige periode zonder.
Wanneer deze plant net gekocht is niet direct in de volle zon zetten, maar een aantal dagen laten wennen in halfschaduw.
... · 
C. aquatica · 
C. arborescens · 
C. helmsii (Watercrassula) · 
C. ovata · 
C. tillaea (Mosbloempje) · 
...